# China-Alligator

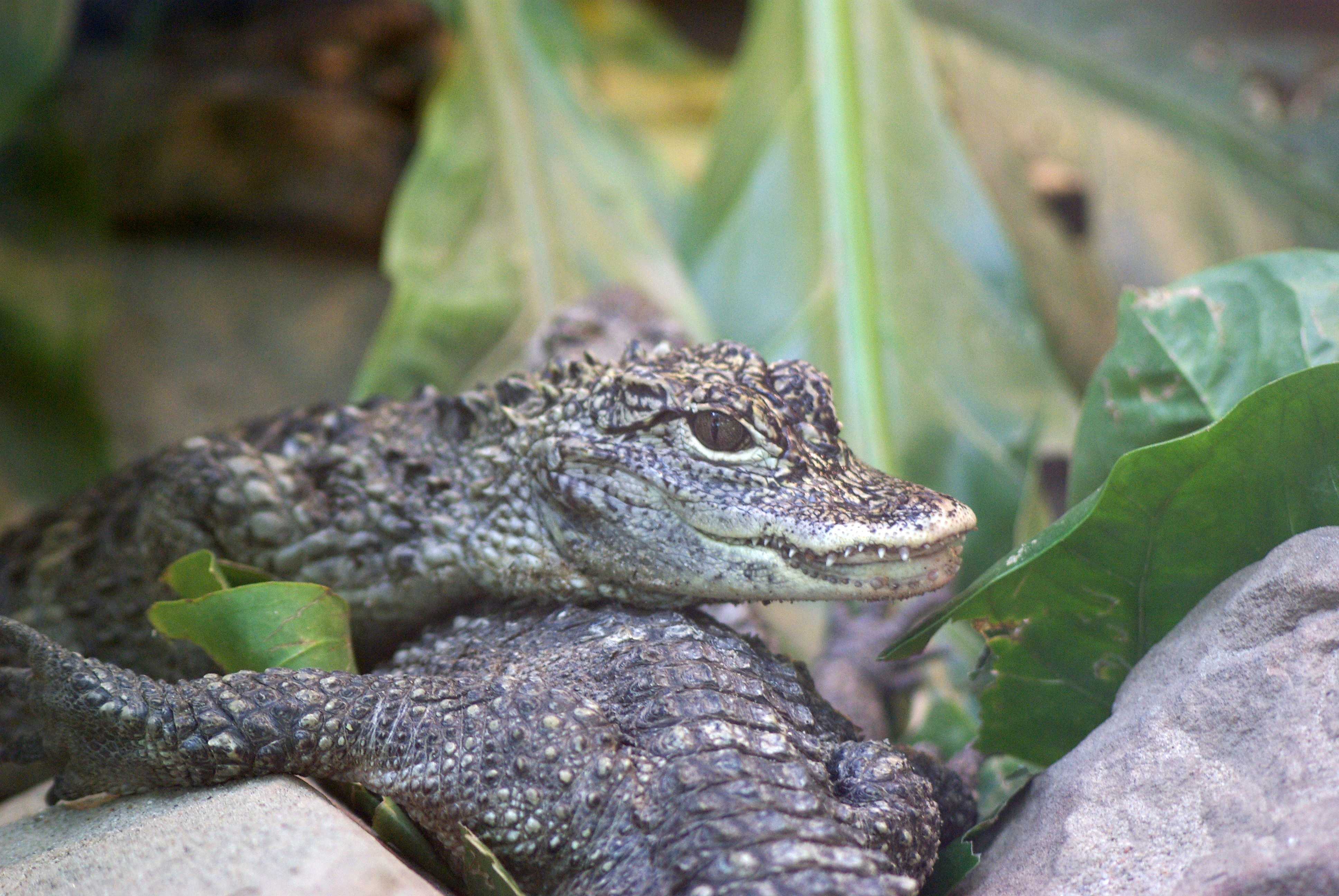
Junger China-Alligator im Zoo Saarbrücken

Der China-Alligator (Alligator sinensis) ist eine Art der Ordnung der Krokodile und stellt neben dem in Nordamerika verbreiteten Mississippi-Alligator die einzige rezente Art der Unterfamilie der Echten Alligatoren (Alligatorinae) dar.

## Beschreibung
Alligator sinensis kann eine Länge von maximal 220 cm erreichen, meist jedoch nur 150 bis 180 cm. Die Männchen werden deutlich massiger und auch länger als die Weibchen. Der Panzer ist überwiegend gelblichgrau gefärbt und weist auf Rücken und Schwanz dunkle Bänderungen auf. Die Gliedmaßen sind recht kurz und kräftig, die Füße besitzen je fünf Krallen. Unter Wasser dient der kräftige Schwanz als Steuerruder.

## Verbreitung
Der China-Alligator lebt endemisch am Mündungslauf des Jangtsekiang und dessen Nebenflüssen an der chinesischen Pazifikküste der Anhui- und Teilen der benachbarten Zhejiang- und Jiangsu-Provinzen. Das historische Verbreitungsgebiet umfasste weitere Gebiete Chinas und reichte bis Korea, in den Jahren von 1978 bis 1998 reduzierte sich das Ausbreitungsgebiet um mehr als 90 Prozent. Wie der Fund eines 3 Millionen Jahre alten Fossils eines China-Alligatoren zeigt, lebten die Alligatoren am Ende des Pliozän auch in Japan.

## Lebensweise

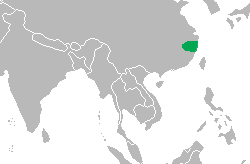
Verbreitung

Der China-Alligator lebt in Stillgewässern wie Sümpfen, Teichen und Seen sowie in langsam fließenden Flussläufen. Er hält sich dabei fast ausschließlich im Wasser auf. Wie die meisten Krokodile ist er ein Nahrungsgeneralist und jagt vor allem Fische, Wasservögel, Kleinsäuger und Krebse, Jungtiere fressen zudem Insekten und Schnecken.

## Systematik
Der China-Alligator (Alligator sinensis) ist eine Art der Krokodile und stellt neben dem in Nordamerika verbreiteten Mississippi-Alligator die einzige Art der Echten Alligatoren (Alligatorinae) dar.
|                                   | Kaimane (Caimaninae) |
|                                   | |
| Echte Alligatoren (Alligatorinae) | \| \| Mississippi-Alligator (Alligator mississipiensis) \| \| \| \| \| \| China-Alligator (Alligator sinensis) \| \| \| \| |
|                                   | \| \| Mississippi-Alligator (Alligator mississipiensis) \| \| \| \| \| \| China-Alligator (Alligator sinensis) \| \| \| \| |
|                                   | Mississippi-Alligator (Alligator mississipiensis)                                                                          |
|                                   | |
|                                   | China-Alligator (Alligator sinensis)                                                                                       |
|                                   | |

|  | Mississippi-Alligator (Alligator mississipiensis) |
|  |                                                   |
|  | China-Alligator (Alligator sinensis)              |
|  |                                                   |

|                                   | Kaimane (Caimaninae) |
|                                   | |
| Echte Alligatoren (Alligatorinae) | \| \| Mississippi-Alligator (Alligator mississipiensis) \| \| \| \| \| \| China-Alligator (Alligator sinensis) \| \| \| \| |
|                                   | \| \| Mississippi-Alligator (Alligator mississipiensis) \| \| \| \| \| \| China-Alligator (Alligator sinensis) \| \| \| \| |
|                                   | Mississippi-Alligator (Alligator mississipiensis)                                                                          |
|                                   | |
|                                   | China-Alligator (Alligator sinensis)                                                                                       |
|                                   | |

|  | Mississippi-Alligator (Alligator mississipiensis) |
|  |                                                   |
|  | China-Alligator (Alligator sinensis)              |
|  |                                                   |

|                                   | Kaimane (Caimaninae) |
|                                   | |
| Echte Alligatoren (Alligatorinae) | \| \| Mississippi-Alligator (Alligator mississipiensis) \| \| \| \| \| \| China-Alligator (Alligator sinensis) \| \| \| \| |
|                                   | \| \| Mississippi-Alligator (Alligator mississipiensis) \| \| \| \| \| \| China-Alligator (Alligator sinensis) \| \| \| \| |
|                                   | Mississippi-Alligator (Alligator mississipiensis)                                                                          |
|                                   | |
|                                   | China-Alligator (Alligator sinensis)                                                                                       |
|                                   | |

|  | Mississippi-Alligator (Alligator mississipiensis) |
|  |                                                   |
|  | China-Alligator (Alligator sinensis)              |
|  |                                                   |

|                                   | Kaimane (Caimaninae) |
|                                   | |
| Echte Alligatoren (Alligatorinae) | \| \| Mississippi-Alligator (Alligator mississipiensis) \| \| \| \| \| \| China-Alligator (Alligator sinensis) \| \| \| \| |
|                                   | \| \| Mississippi-Alligator (Alligator mississipiensis) \| \| \| \| \| \| China-Alligator (Alligator sinensis) \| \| \| \| |
|                                   | Mississippi-Alligator (Alligator mississipiensis)                                                                          |
|                                   | |
|                                   | China-Alligator (Alligator sinensis)                                                                                       |
|                                   | |

|  | Mississippi-Alligator (Alligator mississipiensis) |
|  |                                                   |
|  | China-Alligator (Alligator sinensis)              |
|  |                                                   |

## Gefährdung und Schutz

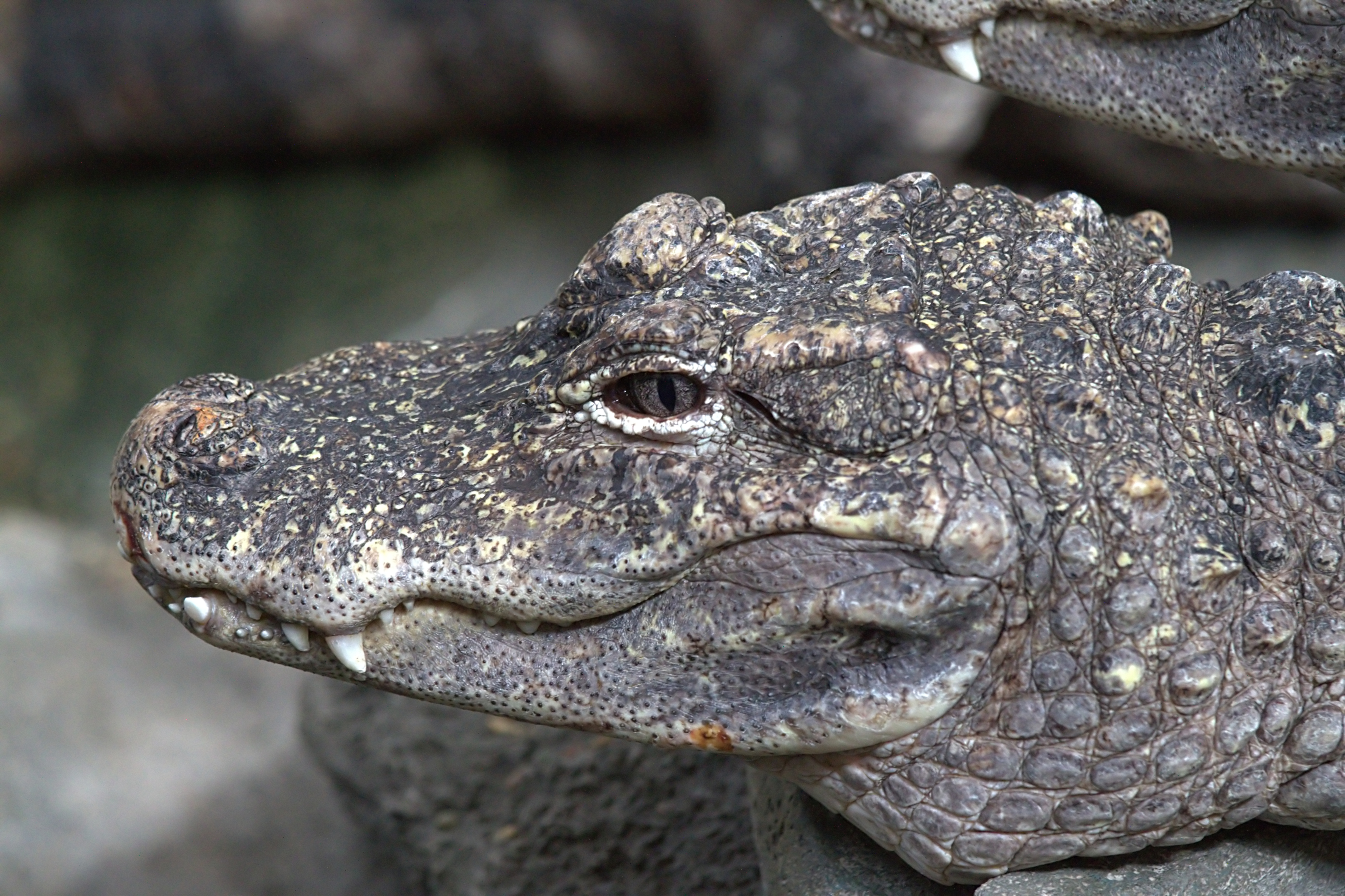
Kopfansicht

Der China-Alligator gilt in seinem Bestand als vom Aussterben bedroht, da er wegen seines Leders, seines Fleisches und als Souvenir jahrelang intensiv bejagt wurde und illegal teilweise immer noch gejagt wird. Zudem ist er aufgrund der Zerstörung potentieller Lebensräume bedroht, teilweise durch landwirtschaftliche Erschließung. Zudem spielt die Verschmutzung der Gewässer eine Rolle. Er wurde in der Roten Liste des IUCN seit 1982 als gefährdet (vulnerable) und aktuell als vom Aussterben bedroht (critically endangered) eingestuft. Zudem steht er im Anhang I der CITES Listen und ist somit vom Handel ausgeschlossen. Weltweit leben noch 68–86 geschlechtsreife Exemplare in freier Wildbahn. In China wird versucht, Nachwuchs in „Breeding Centers“ zu züchten.
Im Dezember 2008 hielten weltweit 40 wissenschaftlich geleitete zoologische Gärten 111 China-Alligatoren, darunter sieben Zoos in Europa zwölf Exemplare. Es besteht ein Europäisches Erhaltungszuchtprogramm (EEP) des Europäischen Zooverbands EAZA. Das Zuchtbuch wird seit 2014 von Dr. Norbert Fritsch, Zoologischer Garten Neunkirchen, geführt.